# チェルニーヒウ (コルベット)
U205 ヴィーンヌィツャ(ウクライナ語:U205 Чернігівチェルニーヒウ)は、ウクライナのコルベット(Корвет)である。艦名は同名の都市名に因む。

## 概要

### ソ連時代
ヴィーンヌィツャは、ソ連時代にソ連国家保安委員会(KGB)向けの国境警備艦として建造された。
1976年6月17日、1124-P号計画によって建造される8番艦がKGBの海上国境局に登録された。1978年1月12日には、この艦は工場番号第777号艦としてタタール自治ソヴィエト社会主義共和国のA・M・ゴーリキイ記念ゼレノドーリスク造船所で起工され、ウクライナの都市に因んでイズマイール(Измаилイズマイール)と命名された。
1980年6月22日には進水、すぐに艦はアゾフ海に面したバラクラーヴァの内水システムに引き渡された。イズマイールは、同地において海上公試を実施した。同年12月28日に試験が終了すると、国境局のバラクラーヴァ国境警備艦軍事管区西国境警備管区に配備された。
1981年から1989年の間、イズマイールはクリミア半島沿海の黒海における200浬排他的経済水域の警備を主たる任務とした。その間、イズマイールは5459 隻の船舶の検査を行い、296 隻を勾留した。その内、外国籍の船舶は14 隻であった。1986年2月と1989年2月にアメリカ海軍のミサイル巡洋艦ヨークタウンと駆逐艦カロンがソ連の領海を侵犯する挑発行為を行った際、イズマイールはこれに対処するために出動した。なお、ヨークタウンはソ連海軍の警備艦ベズザトヴェートヌイ(のちのウクライナ海軍フリゲート・ドニプロペトロウシク)に体当たりをされ損傷している。

### ウクライナ時代
ソビエト連邦の崩壊後、イズマイールはロシア海軍黒海艦隊に編入された。しかし、協議の結果イズマイールはウクライナに引き渡されることとなった。1992年6月、イズマイールはウクライナ海軍に編入されその名をチェルニーヒウと改めた。種別も、コルベットに変更された。同年11月26日には、ロシア海軍を正式に除籍された。なお、ウクライナ海軍への引渡しに伴い、艦首に彫刻されている「赤い星」は艦体色に塗り潰された。
チェルニーヒウは幾度か国際演習に参加したものの、ウクライナ海軍の資金難から艦の活動は制限されるのうになった。その後、新造艦の目途が立ったことから、2004年4月7日には海軍より除籍された。